# Planargia
La Planargia (Pianàlza o Pranàrza in sardo),  è una sub-regione della Sardegna nord-centro-occidentale compresa tra la bassa valle del fiume Temo e il versante settentrionale del Montiferru, all'interno della Provincia di Oristano e in piccola parte nella Provincia di Nuoro.

## Geografia antropica
La Planargia, che deve il suo nome all'andamento sostanzialmente altopianeggiante del territorio, trovandosi a nord-ovest del massiccio del Montiferru, può considerarsi a sua volta una sub-regione del Logudoro. Il centro abitato principale è Bosa, una delle sette città regie della Sardegna.
Nella Planargia si parla la variante dialettale sarda più prossima al cosiddetto Logudorese letterario (insieme al distretto di Bonorva a nord-est). Tuttavia, trovandosi geograficamente appena più vicina ad Oristano che a Sassari, è amministrativamente separata dalle altre sub-regioni del Logudoro.
La Planargia è caratterizzata da un clima caldo e secco in estate, mentre in inverno prevalgono temperature fresche e una notevole umidità, dovuta alla sua esposizione ai venti di libeccio: questo particolare microclima rende i suoi colli ideali per la coltivazione del vino Malvasia soprattutto nei territori vicini a Modolo, Tresnuraghes e Magomadas, seppur facenti parte per la maggior parte del comune di Bosa.
Molto diffusa risulta essere anche la pastorizia specialmente nelle campagne di Suni, Bosa e Montresta.